# Bauhinia anatomica
Bauhinia anatomica är en ärtväxtart som beskrevs av Heinrich Friedrich Link. Bauhinia anatomica ingår i släktet Bauhinia och familjen ärtväxter. Inga underarter finns listade i Catalogue of Life.